# The Pebbles
The Pebbles was een Belgische popgroep die in de jaren zestig enkele internationale hits scoorde.

## Biografie
De groep werd opgericht door Fred "Bekky" Beekmans en Bob "Bobott" Baelemans. Ze noemden zich oorspronkelijk The Fredstones. Toen ze in 1965 in contact kwamen met producer Norman Petty (hij deed productiewerk voor Buddy Holly) stonden ze dicht bij een internationale doorbraak. Petty wist de groep te overreden om de naam van de groep te veranderen in The Pebbles.
In 1967 werd Louis de Vries, die ook Ferre Grignard onder zijn vleugels had, hun manager. Hij bezorgde hun een platencontract bij Barclay Paris. Een jaar later bracht de groep de single Get Around uit die frequent door Radio Veronica werd gedraaid. Het werd hun eerste hit.
In 1968 volgde de single Seven horses in the sky, die in 1969 de 5de plaats in de Vlaamse top 30 bereikte.
Daarop volgde de single Incredible George. George Harrison stuurde hun een felicitatietelegram voor deze single. Een volgende single, Mackintosh, werd een hit in Spanje. Hun eerste LP The Pebbles bracht niet het verhoopte succes en leidde tot meningsverschillen. Er volgde een aantal wijzigingen in de bezetting van de groep en vanaf dan ging het langzaam bergafwaarts met hun populariteit.
De band trad in 1967 op in het voorprogramma van Jimi Hendrix in de Olympia in Parijs, waar de Rolling Stones hen van op de eerste rijen aanschouwden.
In 1974 hield de groep op te bestaan. Af en toe treden The Pebbles nog gezamenlijk op.

## Leden
- Fred "Bekky" Beekmans
- Bob "Bobott" Baelemans
- Miel "Mill" Gielen / Axel Van Duyn / Patrick Wyns (bas)
- Louis De Laet / Marcel De Cauwer(piet) / Rafael "Johnie" Verhas / Tony Gyselinck (drums)
- Luc Smets / Tim Turcksin / Ronny Brack (keyboards)

## Albums
- The Pebbles (Barclay - 1969)
- Close Up (United Artists - 1973)
- The Story of the Pebbles 1964-1994 (Indisc - 1994)
- Jess & James - Pop made in Belgium ( MFP - 1966)

## Singles
- Let's say goodbye (CBS, 1965)
- It's alright with me now (CBS, 1965)
- Huma la la la (Canon, 1966)
- Someone to love (Arcade, 1967)
- I got to sing / You better believe it (Barclay, 1967)
- Get Around (Barclay, 1967)
- Seven horses in the sky / The verger (Barclay, 1968)
- Incredible George / Playing chess (Barclay, 1969)
- Mackintosh (Barclay, 1969)
- 24 hours at the border (Barclay, 1970)
- To the rising sun (Barclay, 1971)
- Down at Kiki (Barclay, 1971)
- Beggar / Amontillado / Fire (Barclay, 1971)
- Mother army (United Artists, 1972)
- Jane, Suzy and Phil (United Artist, 1972)
- Some kind of joker (United Artists, 1973)
- No time at all (United Artists, 1974)
- The kid is allright (United Artists, 1974)
- Figaro (Killroy, 1980)

### Hitnoteringen
| Single met hitnotering(en) in de Vlaamse Ultratop 50 | Datum van verschijnen | Datum van binnenkomst | Hoogste positie | Aantal weken | Opmerkingen     |
| ---------------------------------------------------- | --------------------- | --------------------- | --------------- | ------------ | --------------- |
| Get around                                           | 1968                  | 20-07-1968            | 10              | 9            |                 |
| Seven horses in the sky                              | 1969                  | 25-01-1969            | 5               | 12           | nr.1 BRT Top 30 |
| Incredible George                                    | 1969                  | 14-06-1969            | 13              | 5            |                 |
| Mackintosh                                           | 1970                  | 31-01-1970            | 2               | 12           |                 |
| 24 hours at the border                               | 1970                  | 20-06-1970            | 17              | 7            |                 |
| To the rising sun                                    | 1971                  | 20-02-1971            | 18              | 4            |                 |
| Down at Kiki                                         | 1971                  | 12-06-1971            | 19              | 7            |                 |
| Beggar                                               | 1972                  | 15-01-1972            | 20              | 5            |                 |
| Mother army                                          | 1972                  | 08-07-1972            | 25              | 2            |                 |